# ペトロヴィチ・ペーテル

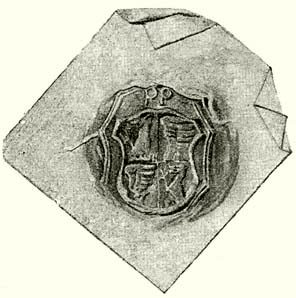
ペトロヴィチ・ペーテルの印章

ペトロヴィチ・ペーテル (ハンガリー語: Petrovics Péter; セルビア語: Петар Петровић/Petar Petrović; 1486年ごろ – 1557年10月) は、ハンガリー王国、東ハンガリー王国（トランシルヴァニア）の大貴族。

## 生涯
ペトロヴィチ・ペーテルは、後にセルビア人の皇帝となるヨヴァン・ネナドと血縁関係があった。ネナドの死後に史料に登場したペトロヴィチは、1556年にセルビア人部隊を率いて神聖ローマ皇帝・ハンガリー王フェルディナント1世と戦い、東ハンガリー王国を追われていたヤーノシュ2世を帰還させることに成功した。
ペトロヴィチは東ハンガリー王国で最も裕福で力のある領主の一人であり、ヤーノシュ1世の従兄弟であり最大の支持者であった。また熱心な宗教改革支持者であった。東ハンガリー王国の方針を体現するような反ハプスブルク家・親オスマン帝国のマグナートであり、ヤーノシュ2世の顧問かつ保護者であった。彼自身はカルヴァン派の支持者であり、その権力を行使して教会から聖餐と聖像を排した。大領主であると同時に、ペトロヴィチはテメシュヴァール（現ルーマニア・ティミショアラ）の軍司令官であり、ルゴシュとカラーンシェベシュ（現カランセベシュ）における摂政イザベラ・ヤギェロンカ配下のバンでもあった。彼の領地はテメシュヴァールを中心とした広大な範囲にわたっていた。
ペトロヴィチはデブレツェンのカルヴァン派コミュニティの組織者で伝道者であるペーテル・メリウシュ・ユハースと組んで改革を進めた。1554年11月、彼は著名なイタリアのルター派神学者フランチェスコ・スタンカーロを招き、彼が1559年に亡くなるまで自らの城に雇った。スタンカーロに影響を受けたデブレツェンの聖職者アラニ・タマーシュがカルヴァン派と激論を交わすに至るが、ペトロヴィチとスタンカーロの個人的関係が崩れることはなかった。後にペトロヴィチは南東ハンガリーを離れ、国の北部へ移り住んでカルヴァン派的統治の実践を行った。